# Hermeray
Hermeray ist eine französische Gemeinde mit 958 Einwohnern (Stand: 1. Januar 2022) im Département Yvelines in der Region Île-de-France. Sie gehört zum Arrondissement Rambouillet und zum Kanton Rambouillet. Die Einwohner werden Hermolitiens genannt.

## Geographie
Hermeray liegt etwa 55 Kilometer westsüdwestlich von Paris und etwa elf Kilometer westlich von Rambouillet. Die Gemeinde gehört zum Regionalen Naturpark Haute Vallée de Chevreuse. Umgeben wird Hermeray von den Nachbargemeinden Mittainville im Norden und Nordwesten, La Boissière-École im Norden, Poigny-la-Forêt im Osten und Nordosten, Gazeran im Osten und Südosten, Saint-Hilarion im Süden und Südosten, Raizeux im Süden sowie Saint-Lucien im Westen.

## Bevölkerungsentwicklung
| Jahr                      | 1962 | 1968 | 1975 | 1982 | 1990 | 1999 | 2006 | 2013 |
| Einwohner                 | 439  | 420  | 526  | 693  | 790  | 831  | 919  | 949  |
| Quelle: Cassini und INSEE |      |      |      |      |      |      |      |      |

## Sehenswürdigkeiten

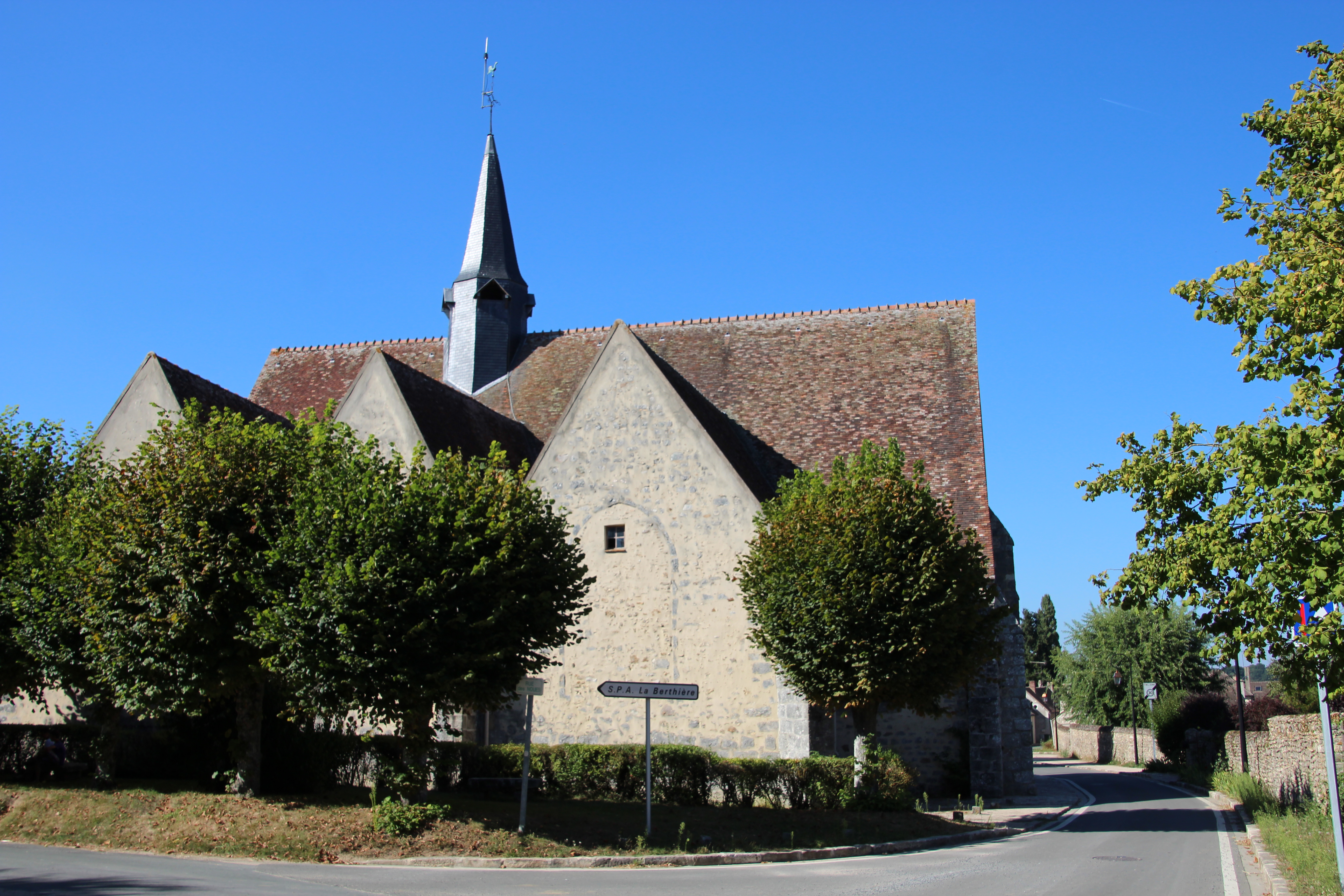
Kirche Saint-Germain-d'Auxerre

Siehe auch: Liste der Monuments historiques in Hermeray
- Kirche Saint-Germain-d'Auxerre